# Gunnar Wennerberg
Gunnar Wennerberg (Linköping, 2 ottobre 1817 – Läckö, 24 agosto 1901) è stato uno scrittore svedese.
Fu dapprima un poeta goliardico, volto ad analizzare la gioia di vivere e i sentimenti degli studenti come emerge nella raccolta Gli studenti (1850). Ben presto passò però ai poemi patriottici come Ascoltaci, o Svezia, che persero il brio della prima opera.
Era il nonno della scrittrice Amelie Posse.